# La peruviana
La peruviana è una tragicommedia in cinque atti in versi martelliani di Carlo Goldoni rappresentata per la prima volta nel 1755 nel Teatro San Luca di Venezia, dove fu accolta negativamente. 
Proseguendo con i temi esotici che caratterizzano le tragedie goldoniane degli anni cinquanta del Settecento, il commediografo veneziano prese spunto dal romanzo epistolare Lettere d'una peruviana della scrittrice francese Françoise de Graffigny.
Nonostante l'insuccesso della prima rappresentazione ne abbia segnato la scarsissima fortuna, Goldoni rimase sempre affezionato a quest'opera:
(Carlo Goldoni, prefazione a La peruviana)

## Trama
Francia, in un villaggio poco distante da Parigi. La giovane peruviana Zilia, che gli spagnoli hanno portato via dal suo paese, rimane devota all'infedele fidanzato Aza, rinunciando all'amore del cavaliere francese Detervill.

## Poetica
Per Giuseppe Ortolani il testo è caratterizzato soprattutto dal sapore arcadico dei versi, ma conserva, seppur collocato in una dimensione utopica, la misura e il buonsenso goldoniani.